# Teddy Wilson
Theodore Shaw (Teddy) Wilson (Austin, Texas, 24 november 1912 – New Britain, Connecticut, 31 juli 1986) was een Amerikaanse jazz-pianist die faam verwierf door samen te werken met onder meer Louis Armstrong, Benny Goodman, Billie Holiday en Ella Fitzgerald.
In zijn jeugdjaren studeerde Wilson piano en viool op het Tuskegee Institute. Hierna begon hij met het spelen in de bands van Chick Webb en Louis Armstrong. In 1933 voegde hij zich bij Benny Carters Chocolate Dandies om in 1935 over te stappen naar het Benny Goodman Trio (met Goodman, Wilson en drummer Gene Krupa. Een jaar later werd daar ook nog vibrafonist Lionel Hampton aan toegevoegd). Dit trio begon aanvankelijk alleen als een studioproject, maar toen uiteindelijk werd besloten tot het geven van optredens werd Wilson de eerste zwarte muzikant die samenspeelde met blanke collega's.
In de jaren 30 en 40 speelde Wilson mee op meer dan vijftig albums. Hij werkte hierbij onder meer samen met Lena Horne en Helen Ward en had een belangrijk aandeel in de vele successen van Billie Holiday. Tevens speelde hij vele sessies met invloedrijke swing-muzikanten als Lester Young, Roy Eldridge, Charlie Shavers, Red Norvo, Buck Clayton en Ben Webster.
In 1939 formeerde hij korte tijd nog een eigen big band, maar gedurende de Tweede Wereldoorlog speelde hij vooral in cafés met een sextet. In de jaren 50 richtte Wilson zich op het doceren op de Juilliard School. Tot zijn overlijden in 1986 was Wilson nog regelmatig te zien en horen bij solo- en gastoptredens.